# Pleurotus angustatus
Pleurotus musae — вид базидіомікотових грибів роду Плеврот (Pleurotus) родини Плевротові (Pleurotaceae).

## Поширення
Вид поширений на сході Канади та північному сході США.